# جولیان نول (بازیکن فوتبال)

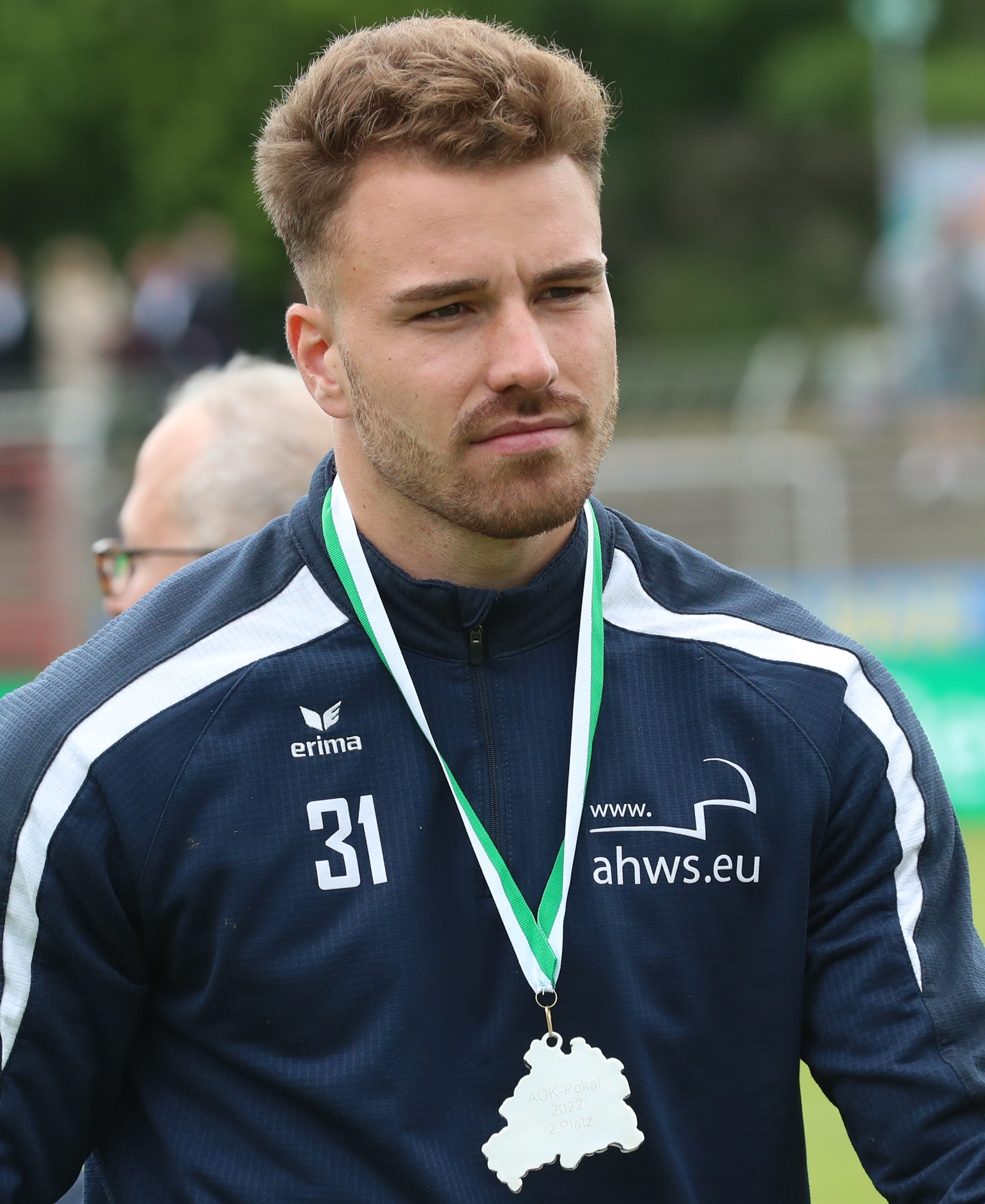
جولیان نول در سال ۲۰۲۲

جولیان نول (انگلیسی: Julian Knoll؛ زادهٔ ۱۱ ژوئیهٔ ۱۹۹۹) بازیکن فوتبال اهل آلمان است.
از باشگاه‌هایی که در آن بازی کرده‌است می‌توان به باشگاه فوتبال قوت-وایس ارفورت اشاره کرد.